# Timeless (televisieserie)
Timeless is een Amerikaanse sciencefiction-drama-televisieserie die voor het eerst werd uitgezonden op NBC op 3 oktober 2016. De hoofdrolspelers zijn Abigail Spencer, Malcolm Barrett en Matt Lanter. De serie werd gemaakt door Shawn Ryan en Eric Kripke; ook de sterren Goran Višnjić, Sakina Jaffrey, Paterson Joseph en Claudia Doumit hebben een rol. De uitvoerende producenten zijn  John Davis en John Fox van The Blacklist.
Hoewel NBC de serie stop had gezet na het eerste seizoen, drie dagen later, na onderhandelingen met Sony Pictures Television, hernieuwde NBC een tien episoden durend tweede seizoen. Deze ging in première op 11 maart 2018. Op juni 2018 werd de serie opnieuw stopgezet door NBC. In juli kondigde NBC aan een film van twee uur te maken om de serie af te sluiten, die op 20 december 2018 werd uitgezonden.

## Plot (algemeen)
Wanneer een tijdmachine gestolen is, krijgen een geschiedenisleraar, een soldaat en een ingenieur de opdracht de dader te vangen. Vervolgens komen ze erachter dat de dief van plan is om de Amerikaanse geschiedenis te herschrijven en dat elk van hen een connectie heeft met zijn plan, net zoals de organisatie die de ontwikkeling van de machine financierde.

## Cast en personages

### Hoofdpersonages
- Abigail Spencer als Lucy Preston, een geschiedenisleerkracht en leider van het 'Lifeboat' team.
- Matt Lanter als Master Sergeant Wyatt Logan, een U.S. Army Delta Force werker en soldaat van het "Lifeboat" team.
- Malcolm Barrett als Rufus Carlin, een programmeur en piloot van het "Lifeboat" team.
- Paterson Joseph als Connor Mason, leider van Mason Industries, maker van de "Lifeboat" en "Mothership" tijdmachines.
- Sakina Jaffrey als Denise Christopher, de Homeland Security agent verantwoordelijk voor het "Lifeboat" team.
- Claudia Doumit als Jiya, een jonge getalenteerde programmeur bij Mason Industries.
- Goran Višnjić als Garcia Flynn, een voormalige NSA-bezit die het team achtervolgt wanneer hij het  "Mothership" steelt; later voegt hij zich bij het "Lifeboat"-team om Rittenhouse te stoppen.